# Этрускология

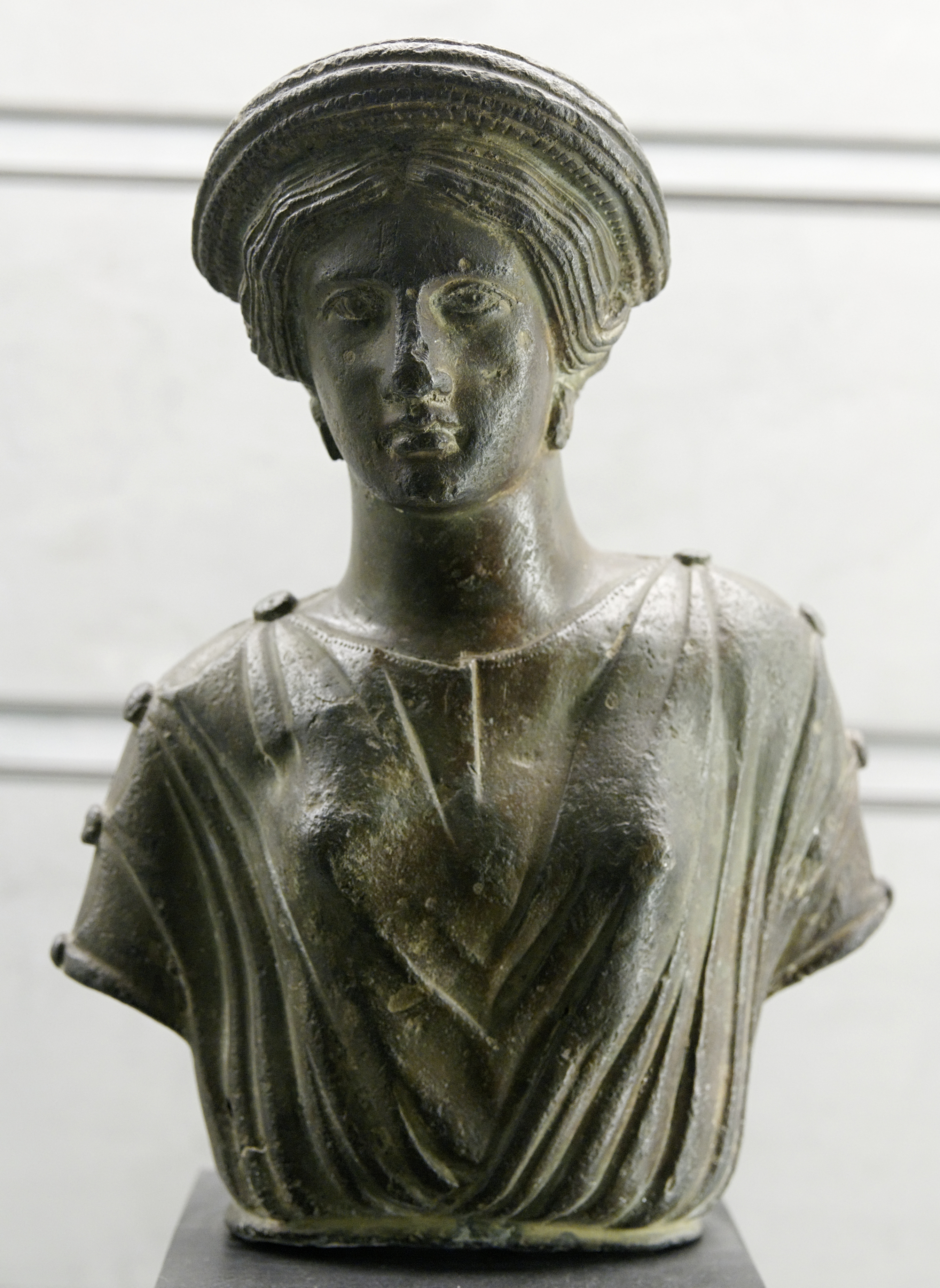
Бюст женщины. Бронза, этрусское искусство, 4 век до н.э. Из района Флоренции, Италия

Этрускология — интегральная научная дисциплина, которая занимается исследованием истории, языка, культуры и материальным наследием народа этрусков.
Этрускология — сравнительно молодая наука. Прежде исследование культуры этрусков было лишь частью различных наук, которые рассматривали его всего лишь как маргинальный феномен. Корни этрускологии можно найти в классической филологии и индогерманской филологии, а также в классической археологии, истории первобытного общества или истории древнего мира, истории права и истории религии.

## Проблемы
Широко распространен взгляд, что этот предмет пытается разгадать «загадку этрусков». Современная этрускология исходит из того, что этруски не являются «загадочными», нужно только интерпретировать имеющиеся источники. Также идет борьба с «материнскими науками», в которых этрускология зачастую не принимается всерьез, поскольку в ней используются частично совершенно другие исследовательские подходы из-за содержания самого исследования.
Ещё одна проблема, рассматриваемая некоторыми как преимущество, — это то, что этрускология, как египтология и древняя американистика является интегральной наукой. Этрускология объединяет все области научных исследований под одной крышей: филология, археология, история, история религии и права. Однако в последние годы находится все больше признаков развития вторичных дисциплин, как у науки о древнем мире или ассириология.
Кафедры этрускологии до сегодняшнего дня встречаются редко. Самих преподавателей этрускологии действительно мало. Если этрускология и преподается, то в большинстве случаев в сочетании с археологией античной Италии.

## Развитие
Исследование культуры этрусков началось ещё в эпоху Позднего Средневековья и Ренессанса. Интерес к древнему народу существенно возрос после открытия пышных гробниц. Однако до XVIII века свидетельств о настоящем научном исследовании тематики нет. Первой попыткой научного исследования было произведение De Etruria regali шотландца Томаса Демпстера (1579—1623 гг.), увидевшее свет в печатном виде только в 1726 г. Несмотря на такое опоздание книга оказала большое влияние на научные круги. Это произведение, частично представляющее любительскую работу, среди итальянских историков получило название Этрускерия. При этом наблюдается два разных течения. Сторонники одного пытались приписать этрускам часть античной культуры вместе с искусством и архитектурой. Этрускам хотели приписать даже греческие вазы, найденные в гробницах. Сторонники другого направления занимались происхождением языка этрусков. Общим в обоих направлениях была некритичная или, по меньшей мере, односторонняя интерпретация основных источников и предположение об итальянском происхождении этрусков. Тем не менее, это привело к росту интереса относительно этрусков и, прежде всего, к коллекционированию их наследия. В это время возникли важные музеи и частные коллекции, а также существующая до сих пор Accademia Etrusca (1726 г.) в Кортоне.
Развитие классической археологии благодаря И. И. Винкельману привнесло больше профессионализма в этрускологию, а исследования Я. Грютера, О. Фальконьери, Б. де Монфокона, но, главным образом, аббата Л. Ланци и Антонио Франческо Гори в дискуссиях с маркизом Шипионе Маффеи принесли новые сведения в языкознание. XIX век принес стремительное увеличение количества археологических артефактов. Исследование культуры этрусков становилось все научнее, а интерес увеличивался. Предметом исследования также стала этрусская топография. К концу века появилось скорее негативное суждение об искусстве этрусков, которое сравнивали с греческим.
В Германии с 1893 г. предпринимались попытки собрать все этрусские эпиграфические источники. Этот Corpus Inscriptionum Etruscarum развивался до 40-х годов XX века под контролем Академии Наук ГДР и подчиненного ей Центрального института древней истории и археологии. В XX веке этрускология окончательно сформировалась как самостоятельная наука.

## Известные исследователи в области этрускологии

### Лингвисты
- Античность: император Клавдий

### Археологи, историки и культурологи
- Россия и Советский Союз: А. И. Немировский,

## Учреждения/институты
- Тюбингенский кружок этрускологии (нем.) Архивная копия от 31 марта 2008 на Wayback Machine